# Pteleopsis
Genre
Pteleopsis est un genre de plantes à fleurs de la famille des Combretaceae originaires d'Afrique.
Selon Plants of the World Online, c'est un synonyme de Terminalia.

## Liste d'espèces
Selon Catalogue of Life (13 août 2017) :
- Pteleopsis anisoptera (Laws.) Engl. & Diels
- Pteleopsis apetala Vollesen
- Pteleopsis barbosae Exell
- Pteleopsis diptera (Welw.) Engl. & Diels
- Pteleopsis habeensis Aubrev. ex Keay
- Pteleopsis hylodendron Mildbr.
- Pteleopsis myrtifolia (Laws.) Engl. & Diels
- Pteleopsis pteleopsoides (Exell) K. Vollesen
- Pteleopsis suberosa Engl. & Diels
- Pteleopsis tetraptera Wickens

Selon NCBI (13 août 2017) :
- Pteleopsis anisoptera
- Pteleopsis myrtifolia

Selon The Plant List (13 août 2017) :
- Pteleopsis anisoptera (Welw. ex M.A.Lawson) Engl. & Diels
- Pteleopsis apetala Vollesen
- Pteleopsis diptera (Welw. ex M.A.Lawson) Engl. & Diels
- Pteleopsis habeensis Aubrév. ex Keay
- Pteleopsis hylodendron Mildbr.
- Pteleopsis kerstingii Gilg ex Engl.
- Pteleopsis ledermannii Engl. & Gilg
- Pteleopsis myrtifolia (M.A.Lawson) Engl. & Diels
- Pteleopsis suberosa Engl. & Diels
- Pteleopsis tetraptera Wickens

Selon Tropicos (13 août 2017) (Attention liste brute contenant possiblement des synonymes) :
- Pteleopsis albidiflora De Wild.
- Pteleopsis anisoptera Engl. & Diels
- Pteleopsis apetala Vollesen
- Pteleopsis bequaertii De Wild.
- Pteleopsis diptera Engl. & Diels
- Pteleopsis habeensis Aubrév. ex Keay
- Pteleopsis hylodendron Mildbr.
- Pteleopsis kerstingii Gilg ex Engl.
- Pteleopsis ledermannii Engl. & Gilg
- Pteleopsis myrtifolia (M.A. Lawson) Engl. & Diels
- Pteleopsis ritschardii De Wild.
- Pteleopsis suberosa Engl. & Diels
- Pteleopsis tetraptera Wickens
- Pteleopsis tylodendron Mildbr.
- Pteleopsis variifolia Engl.